# Jądro międzykonarowe
Jądro międzykonarowe, jądro międzyodnogowe, zwój międzykonarowy (łac. nucleus interpeduncularis, nucleus intercruralis, ganglion interpedunculare) – w anatomii człowieka jądro nakrywki śródmózgowia. Leży przyśrodkowo od istoty czarnej w dole międzykonarowym. Zaliczane do układu limbicznego.
Włókna dochodzące rozpoczynają się w obrębie międzymózgowia, w jądrach ciała suteczkowatego – droga suteczkowo-międzykonarowa (tractus mamillointerpeduncularis) i w jądrach uzdeczki – droga uzdeczkowo-międzykonarowa.
Włókna wychodzące kończą się w obrębie tworu siatkowatego oraz istoty szarej środkowej.